# خفاش میوه‌خوار زنکر
خفاش میوه‌خوار زنکر (نام علمی: Scotonycteris zenkeri) نام یک گونه از سرده خفاش‌های تیرگی است.